# Santa Praxedes
Santa Praxedes ist eine Stadtgemeinde in der philippinischen Provinz Cagayan und liegt im Nordwesten der Provinz. Im Jahre 2015 zählte das 100,8 km² große Gebiet 4154 Einwohner, wodurch sich eine Bevölkerungsdichte von 41 Einwohnern pro km² ergibt.
Der Ort liegt an den Caraballo-Bergen, die eine Höhe von bis zu 500 Metern erreichen. Die Küste ist deswegen durchwegs steil. Die Siedlungen, die sich in den Tälern befinden, sind umgeben von den hohen und stark bewaldeten Bergen. Die Gemeinde Santa Praxedes, welche bis 1997 Langangan hieß, ist die bevölkerungsärmste Stadtgemeinde von Cagayan. Gegründet wurde sie 1917 durch die Ansiedlung von Apayaos. Im Süden grenzt die Stadtgemeinde an die Provinz Apayao und im Westen an die Provinz Ilocos Norte.
Santa Praxedes ist in die folgenden zehn Baranggays aufgeteilt:
| - Cadongdongan - Capacuan - Centro I - Centro II - Macatel - Portabaga - San Juan - San Miguel - Salungsong - Sicul |